# Гарифуллин, Фарит Шарифуллинович
Фари́т Шарифулли́нович Гарифу́ллин (род. 20 декабря 1928, деревня Кучербаево – 16 августа 2018) — советский и российский учёный-агроном, преподаватель высшей школы. Почетный академик АН РБ (1995), доктор сельскохозяйственных наук (1984), профессор (1985), заслуженный деятель науки РФ (1996) и БАССР (1976).

## Биография
Гарифуллин Фарит Шарифуллинович родился 20 декабря 1928 года в деревне Кучербаево Ахуновской волости Белебеевского кантона БАССР, ныне Благоварского района РБ.
В 1952 году окончил Башкирский сельскохозяйственный институт.
Место работы Фарита Шарифуллиновича: c 1952 года — Институт биологии БФАН СССР: старший научный сотрудник (1964—1965), заведующий лабораторией, одновременно заместитель директора по научной работе (1965—1980); заведующий кафедрой (1980—1983, 1988—1994), проректор по научной работе (1983—1990) БСХИ, профессор кафедры Башкирского государственного аграрного университета (1994—2008).
Научные направления работы Гарифуллина: агрофизические свойства почв, оптимизация водно-физических свойств почв республики Башкортостан. Им было проведено почвенно-эрозионное районирование территории БАССР (1976), составлена почвенная карта республики (1975).
Гарифуллин Фарит Шарифуллинович возглавлял диссертационные советы по защите кандидатских (1993—2000) и докторских (2001—2008) диссертаций при Башкирском государственном аграрном университете, был членом докторского совета ВАК СССР (1986—1989). Депутатом Верховного Совета БАССР в 1985—1990 годах (11 созыв).
Учениками Гарифуллина являются 5 докторов и 8 кандидатов наук.

## Награды и звания
- Заслуженный деятель науки РФ (1996), Заслуженный деятель науки Башкирской АССР (1976).

## Труды
Автор более 250 научных работ, включая 4 авторских свидетельств.
Среди его трудов:
- Почвы Южного Урала и их рациональное использование / Ф. Ш. Гарифуллин, А. Ш. Ишемьяров ; Ульянов. с.-х. ин-т, Башк. с.-х. ин-т, 82,[2] с. ил., карт. 22 см, Ульяновск Уфа Башк. СХИ 1987.
- Физические свойства почв и их изменение в процессе окультуривания / Отв.ред. В. К. Гирфанов; АН СССР, Ин-т биологии. — М. : Наука, 1979. — 154с.
- Зонально-экологические особенности почв РБ и адаптация систем земледелия к агроландшафтам. Уфа, 2001 (соавтор).
- Почвы лесостепи РБ и их оценка. Уфа, 2005 (соавтор).
- Агрофизические свойства черноземов Предуралья Башкортостана и пути их оптимизации. Уфа, 2008.